# Oenothalia submixta
Oenothalia submixta är en fjärilsart som beskrevs av Paul Dognin 1924. Oenothalia submixta ingår i släktet Oenothalia och familjen mätare. Inga underarter finns listade i Catalogue of Life.